# 米永
米永（法語：Myon，法語發音：[mjɔ̃]）是法国杜省的一个市镇，属于贝桑松区。

## 地理
米永（47°1'29"N, 5°56'30"E）面积16.06 平方千米，位于法国勃艮第-弗朗什-孔泰大區杜省，该省份为法国东部内陆省份，北起上索恩省，西接汝拉省，东部及东南部与瑞士接壤，东北部与贝尔福地区省接壤。
与米永接壤的市镇（或旧市镇、城区）包括：埃谢、巴尔特朗、利济讷、伊夫雷、萨兰莱班。

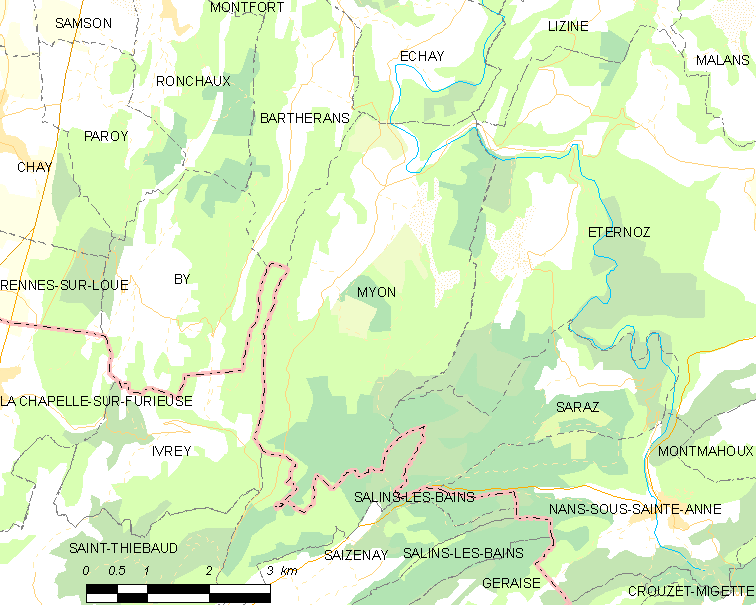
米永的OSM定位图

米永的时区为UTC+01:00、UTC+02:00（夏令时）。

## 行政
米永的邮政编码为25440，INSEE市镇编码为25416。

## 政治
米永所属的省级选区为圣维特县。

## 人口

1962-2008年间米永人口变化图示

米永于2022年1月1日时的人口数量为181人。